# Vière
La Vière est une rivière de l'Est de la France qui traverse le département de la Marne. C'est un affluent en rive droite de la Chée, donc un sous-affluent de la Seine.

## Géographie
D'une longueur de 42,2 km, elle prend sa source dans la commune de Noirlieu (51300), à l'étang d'Outrivière, c'est-à-dire dans la région humide et boisée située à la limite de l'Argonne et du Barrois. Elle se jette dans la Chée au niveau de la localité de Changy, dans le département de la Marne.
La Vière appartient au bassin versant de la Seine par la Chée, la Saulx, et la Marne.

## Hydronymie
Vière, Veyre, issu des termes dialectaux signifiant « vieil, vieille, vieux » ; « vieille rivière ».

## Affluents
- La Fausse
- Le Vanichon
- Le Pinsoie

## Hydrologie
Le débit de la Vière a été observé pendant une période de 30 ans (1971-2000), à Val-de-Vière, localité du département de la Marne, située tout près du confluent avec la Chée. Le bassin versant de la rivière est de 166 km2.
Le module de la rivière à Val-de-Vière est de 1,34 m3/s.
La Vière présente des fluctuations saisonnières de débit importantes, avec des hautes eaux d'hiver portant le débit mensuel moyen à un niveau situé entre 2,13 et 2,51 m3/s, de décembre à mars inclus (maximum en janvier), et des basses eaux d'été-automne de juillet à octobre inclus, avec une baisse du débit moyen mensuel jusque 0,319 m3/s au mois de septembre (319 litres par seconde), ce qui est encore acceptable sans être sévère.
Cependant, le VCN3 peut chuter jusque 0,066 m3/s, en cas de période quinquennale sèche, soit 66 litres par seconde, ce qui n'est pas trop sévère pour un cours d'eau de cette dimension et correspond à la moyenne des cours d'eau de la région.
D'autre part les crues sans être absentes ne sont guère importantes. Les QIX 2 et QIX 5  valent respectivement 5,2 et 6,8 m3/s. Le QIX 10 vaut 7,9 m3/s, tandis que le QIX 20 se monte à 8,9 m3/s. Enfin le QIX 50 se monte à seulement 10 m3/s.
Le débit instantané maximal enregistré a été de 8,25 m3/s le 26 février 1997, tandis que la valeur journalière maximale était de 7,87 m3/s le même jour. En comparant le premier de ces chiffres aux valeurs des différents QIX de la rivière, il apparaît que cette crue n'était même pas d'ordre vicennal et donc nullement exceptionnelle. On peut considérer qu'elle est destinée à se répéter tous les 12-15 ans en moyenne.
La lame d'eau écoulée dans le bassin de la Vière est de 255 millimètres annuellement, ce qui est modéré, assez nettement inférieur à la moyenne d'ensemble de la France, mais également à l'ensemble du groupe de cours d'eau du système Saulx-Ornain, ainsi qu'à l'ensemble du bassin versant de la Marne (274 millimètres). La lame d'eau de la Vière est cependant légèrement supérieure à celle de l'ensemble du bassin versant de la Seine (240 millimètres). Le débit spécifique (ou Qsp) se monte dès lors à 8,0 litres par seconde et par kilomètre carré de bassin.